# Chiesa di San Sebastiano (Cavalese)
La chiesa di San Sebastiano è una chiesa di Cavalese in val di Fiemme (provincia autonoma di Trento).

## Storia
Esisteva già, nel 1464, una piccola cappella sullo stesso sito, eretta dalla Regola di Cavalese come ringraziamento per aver salvato la popolazione da una grave epidemia di peste che aveva colpito la zona. 
La chiesa di San Sebastiano funzionava da cappella dei vescovi-principi quando questi venivano a soggiornare nel vicino Palazzo, che ora è sede della Magnifica comunità.
Circa un secolo dopo tale edificio religioso venne ampliato e attorno al 1870 si procedette con la demolizione della preesistente e la ricostruzione di una nuova chiesa, con un diverso orientamento, lasciando però la torre ed inserendola nella nuova facciata.

## Architettura

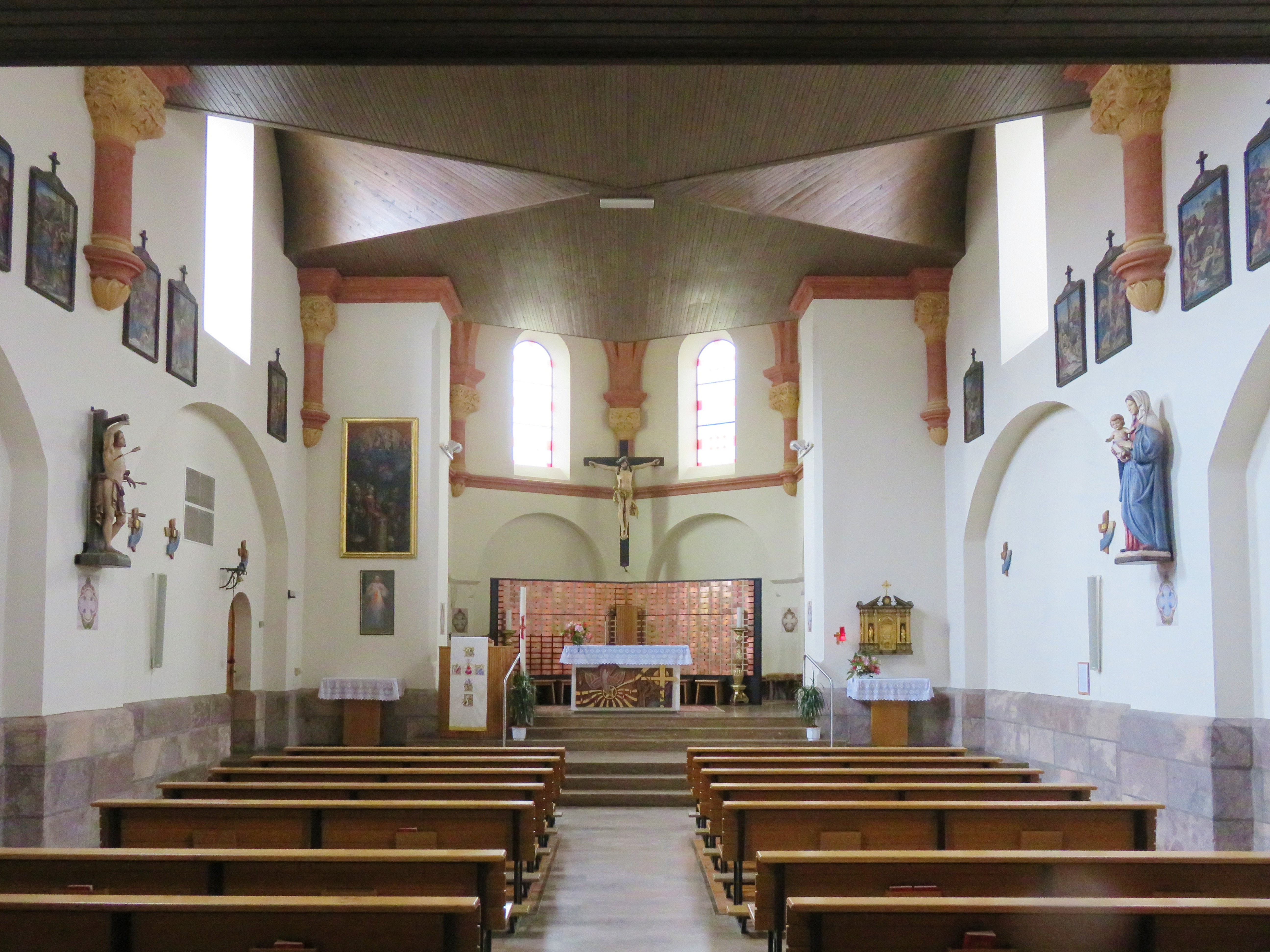
Navata con altare maggiore e crocifisso ligneo

Edificata nel centro di Cavalese (villa alta), una delle sue caratteristiche architettoniche è il campanile che svolge anche la funzione di torre civica e venne adattato nell'aspetto recente nel 1805, quando Antonio Longo vi pose una merlatura più comune in edifici di carattere civile. Sorge accanto al palazzo della Magnifica Comunità di Fiemme e per trovare un esempio di campanile posto al centro della facciata, in Trentino, occorre recarsi ad esempio in val di Fassa dove si trova la Chiesa dei Santi Filippo e Giacomo.

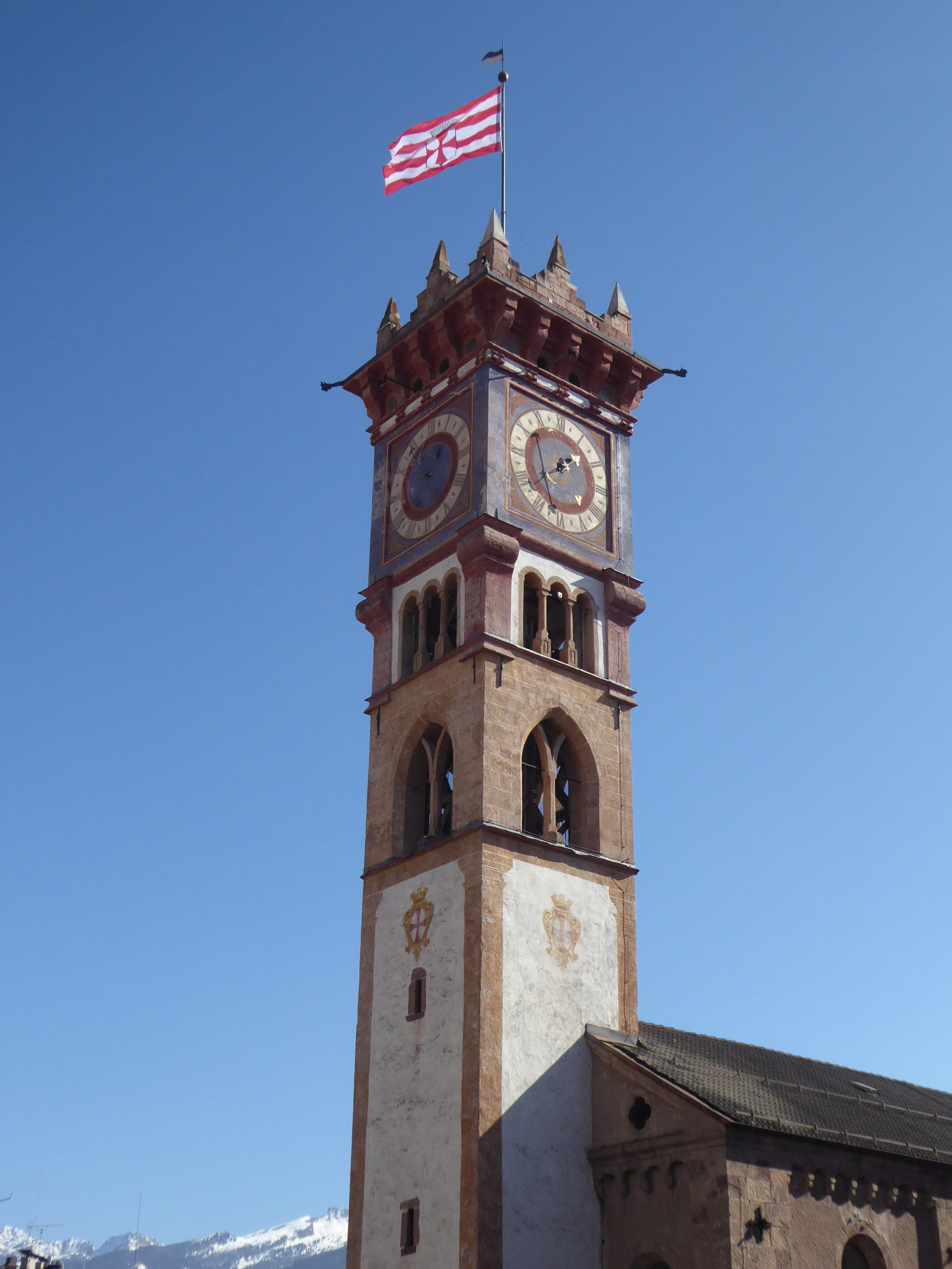
Campanile della chiesa di San Sebastiano che svolge anche la funzione di torre civica.

### Esterno
La torre si erge nella parte anteriore dell'edificio, sulla via principale di Cavalese, esattamente al centro della facciata.
Alla sua base nel 1739 è stata eretta un'edicola con la statua di San Giovanni Nepomuceno, protettore dalla alluvioni perché proteggesse il paese che anticamente si sviluppava lungo il corso del Rio Gambis, come recita la dedica che si trova sul frontone dell'edicola.
Sulla parte alta della torre, sopra la cella campanaria, si trova un orologio.

### Interno
L'interno è stato ampiamente modificato in un lavoro di ristrutturazione avvenuto a partire dal 1970. Questi lavori hanno stravolto l'antica struttura rendendola quasi irriconoscibile se non in alcuni particolari come le semicolonne pensili laterali e la volta dell'abside. Nell'abside veniva conservato un Crocifisso ligneo del XVI secolo che proveniva dall'antica pieve.
Ora la chiesa non viene più officiata ed il Crocifisso, che si stagliava sopra l'altare maggiore, è stato riportato nelle Pieve di Santa Maria Assunta che si trova nel parco. Anche le altre opere d'arte che si trovavano nella chiesa sono state spostate nella Pieve.

## Galleria d'immagini

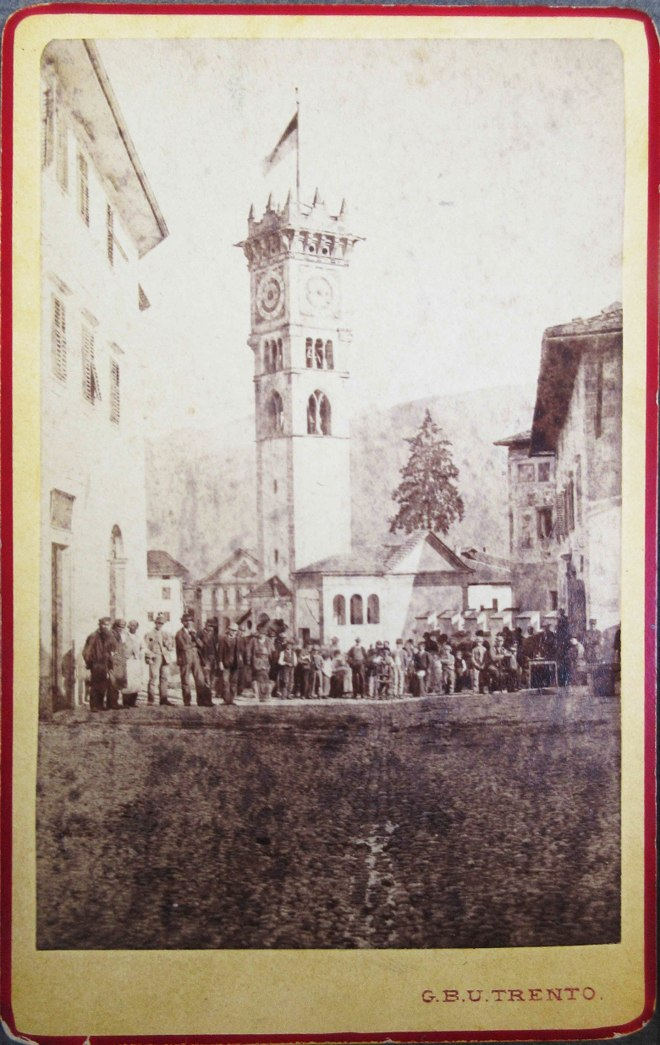
Chiesa San Sebastiano ante 1869
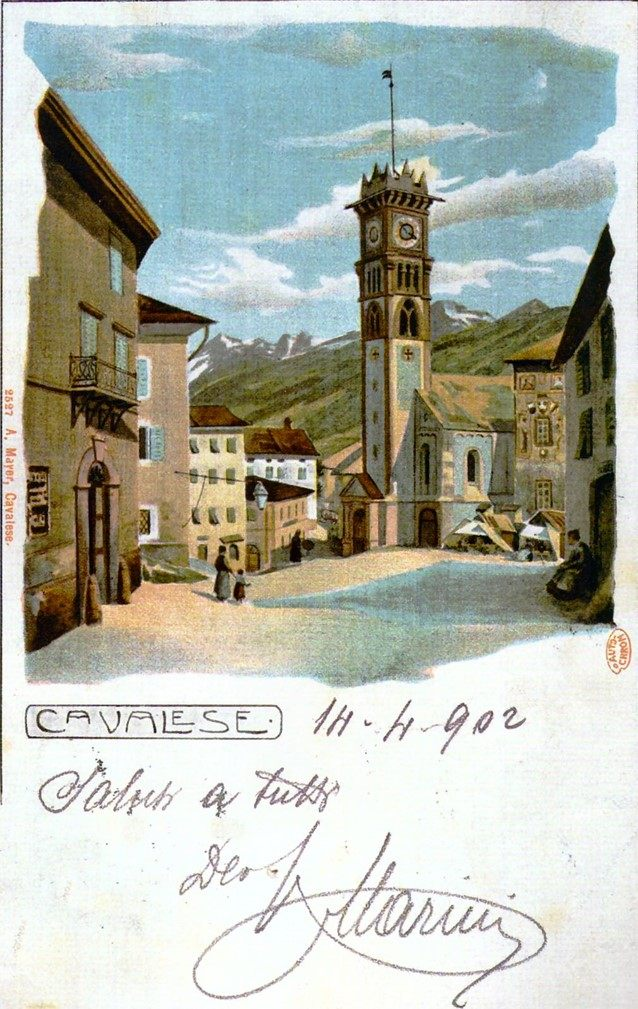
Chiesa San Sebastiano, anno 1902
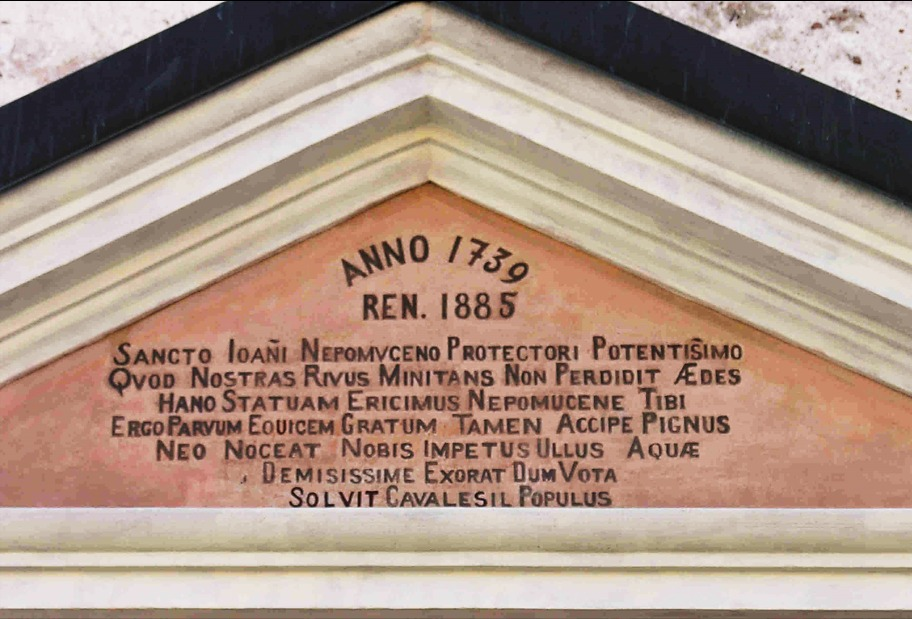
Edicola con San Giovanni Nepomuceno